# Distrugerea depozitelor de cereale din sudul României în 1916
Distrugerea depozitelor de cereale din sudul României în 1916 a reprezentat sabotarea la sfârșitul anului 1916 a depozitelor cerealiere din sudul  Regatului României care nu au putut fi evacuate, ca efect al eșecului  Armatei României de a apăra Muntenia în fața înaintării trupelor  Puterilor Centrale.
Conducerea acțiunii a revenit căpitanului englez J. Pitt, aflat sub coordonarea locotenent-colonelul englez John Norton-Griffiths.
„Retragerea armatei e precedată și întovărășită de distrugeri de tot felul. Magaziile și hambarele încărcate cu grânele strânse cu sudoarea feței muncitorului se prefac în mormane de tăciuni și cenușe. Se dărâmă și se aprind fabricile și morile. Se aruncă în aer arsenale, pulberării și depozite militare. Se prăbușesc mărețele poduri aruncate peste ape cu atâta trudă și cheltuială. Se nimicește tot avutul țării. În urmă rămâne pustiu și jale.”—Constantin Kirițescu despre „Drumul calvarului” parcurs de Armata României, aflată în retragere spre Siret

## Preludiu

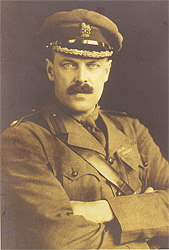
John Norton-Griffiths

În perioada neutralității România a devenit un element important al  blocadei economice contra Germaniei. Astfel, în decembrie 1915 Franța și Marea Britanie au căzut de acord să achiziționeze întregul surplus de cereale al statului român din producția anului 1916 cu scopul de a evita ca acestea să ajungă în tabăra Puterilor Centrale, astfel cum se întâmplase în anul precedent.
De asemenea, rezervele românești de cereale existente au preocupat guvernul britanic, nefiind de dorit ca acestea să fie lăsate la mâna inamicului. La sfârșitul anului 1916, colapsul militar românesc era pe punctul de a determina căderea în stăpânirea trupelor germane, a circa 1.500.000 de tone de petrol și a circa 7,500,000 de tone de cereale. Luarea unei măsuri radicale în privința lor a fost întâmpinată cu ezitări de către autoritățile române și cele militare ruse. Un astfel de episod s-a consumat la ocuparea în data de 22 octombrie 1916 a Constanței de către trupele Puterilor Centrale, când silozurile și rezervoarele de petrol din oraș capturate au fost lăsate pline.
La data de 31 octombrie 1916 după ce autoritățile centrale de la Londra au luat în discuție acest aspect, generalul George Macdonogh – conducătorul secțiunii britanice de intelligence MI7b, l-a trimis în România pe locotenent-colonelul Norton-Griffiths, pentru a conduce operațiunile de distrugere a infrastructurii industriale petroliere și a rezervelor de petrol și cereale, care urmau să aibă loc.

## Operațiunea propriu-zisă
Griffiths a ajuns în București la 18 noiembrie 1916, iar în decurs de 1 săptămînă inamicul a ajuns deja să stăpânească bogata zonă cerealieră aflată la vest de râul Olt. Rezervându-și pentru sine supervizarea distrugerii rezervelor de petrol și rafinăriilor, locotenent colonelul britanic l-a delegat pe căpitanul J. Pitt să conducă grupul destinat distrugerii depozitelor de cereale și a unor mașini și utilaje cu potențial de a fi utile germanilor.
Au fost distruse silozurile de cereale din porturi și din gări. Dat fiind că populația din partea locului urma ca după distrugerea rezervelor de cereale să se confrunte cu spectrul foametei, au avut loc conflicte cu autoritățile române și populația locală din sudul României. Multe dintre depozitele de cereale astfel au scăpat, atât din acest motiv cât și datorită faptului că nu ardeau atât de ușor precum instalațiile petroliere.  În ceea ce privește silozurile din porturile dunărene, o parte dintre cereale au fost scufundate în Dunăre cu contribuția jandarmilor, alături de polițiștilor și militarilor.
După ce linia frontului s-a mutat la est de zona petroliferă, Griffiths însuși și-a îndreptat eforturile spre distrugerea stocurilor de grâu și a utilajelor industriale, provocând o reacție puternică din partea românilor, care își făceau griji cu privire la hrănirea oamenilor și în ceea ce privește păstrarea limitatei infrastructuri industriale. La 10 decembrie 1916  după finalizarea aranjamentelor privind distrugerea depozitelor petroliere și rafinăriilor de la Buzău, britanicul s-a deplasat astfel în persoană la Brăila, unde a distrus silozurile de cereale.

## Epilog
Griffiths a încercat ulterior să-și continue operația de distrugere, pe un teritoriu care nu era în pericol de a fi ocupat imediat, astfel că generalul Berthelot s-a simțit obligată să solicite colonelului Thomson să „modereze ardoarea distructivă a lui Norton-Griffiths”.

## Urmări
Strategia pământului pârjolit deși a dat mai puține rezultate în cazul cerealelor – greu de ars, a lăsat totuși până la râul Siret un întreg șir de fabrici și de material rulant, distruse.
Foametea asociată cu distrugerea rezervelor cerealiere a constituit ulterior o problemă de conștiință pentru Griffiths, care a spus însă că doar timpul ar putea să-i dea sau nu dreptate pentru actele de distrugere organizate de el.